# Eustache Deschamps
Eustache Deschamps (n. en 1346 - f. en 1406) fue un poeta francés del Medioevo, también conocido como Eustache Morel (Huot 1999, 699). 

## Biografía
Nacido en Vertus, en la región de Champagne, recibió lecciones sobre versificación por Guillaume de Machaut y más tarde estudió leyes en la Universidad de Orleans. Luego de esto viajó a través de Europa como mensajero diplomático del rey Carlos V. Sus propiedades fueron hurtadas por ingleses, en consecuencia, se refiere a ellos en muchos de sus poemas. 
Deschamps escribió alrededor de 1175 baladas, y algunas veces se le ha atribuido haber inventado la forma de esta. Todos menos uno de sus poemas son cortos, y la mayoría satíricos, atacando a los ingleses (a los que recuerda como los ladrones de su país) y en contra de la clase adinerada, opresores de los pobres.  Sus sátiras también apuntaban a los corruptos oficiales y al clero, y su afilada verba pudo costarle su trabajo como Bailli de Senlis. Escribió además un tratado en verso en idioma francés titulado L'Art de dictier, que completó el 25 de noviembre de 1392 (Kendrick 1983, 7).
Su única obra poética de longitud, Le Miroir de Mariage, es un poema satírico de 13000 versos sobre las mujeres. Esta obra influyó a Geoffrey Chaucer quien se inspiró en partes de este poema para su propia obra. Chaucer aparentemente es uno de los pocos ingleses que le agradaban a Deschamps, tanto que compuso una balada en su honor (no. 285, probablemente escrita después de 1380) nombrando a Chaucer como un gran filósofo, traductor y poeta (Kendrick 1983, 3–4).